# Normanniasaurus
Normanniasaurus genceyi
Genre
Espèce
Normanniasaurus est un genre éteint de dinosaures sauropodes, un titanosaure basal ayant vécu en Europe à la fin du Crétacé inférieur.
Une seule espèce est rattachée au genre : Normanniasaurus genceyi, décrite en 2013 par Jean Le Loeuff, Suravech Suteethorn et Eric Buffetaut.

## Étymologie
Le nom de genre Normanniasaurus est composé du mot  Normannia, le nom latin de la Normandie où les fossiles ont été découverts, et du mot du grec ancien sauros/σαυρος « lézard » pour donner « lézard de Normandie ». Le nom d'espèce genceyi rend hommage à Pierre Gencey le découvreur de ces os en 1990.

## Découverte
L'holotype a été découvert sur le côté nord du cap de la Hève dans le quartier de Bléville au Havre dans le département français de la Seine-Maritime en Normandie. Il provient de la formation géologique du Poudingue Ferrugineux, daté du Crétacé inférieur (Albien inférieur à moyen),. Les os découverts sont conservés au muséum d'histoire naturelle du Havre sous les références MHNH-2013.2.1.1 à MHNH-2013.2.1.12.
Il s'agit d'un squelette partiel composé de fragments de vertèbres, d'un sacrum partiel, de deux vertèbres caudales, une antérieure et une intermédiaire, d'une omoplate droite, de fragments d'ilion et ischion, des terminaisons proximales d'un fémur et d'une fibula. 
Le centrum d'une vertèbre caudale postérieure conservé au muséum de Rouen (MHNR-coll. Bucaille), a été découvert à la fin du XIXe siècle et décrit par Buffetaut en 1984. Il a également été attribué à cette espèce. Ce spécimen a été découvert sur le même site mais dans un niveau stratigraphique un peu plus récent de l'Albien.

### Traits caractéristiques
Les inventeurs du genre notent les autapomorphies suivantes :
- vertèbres présacrées avec un attachement hyposphène-hypantrum ;
- texture interne spongieuse des vertèbres présacrées ;
- vertèbres caudales antérieures profondément procoèles, avec un foramen antépostzygapophysaire, fosses post- et préspinales profondes, et épine neurale allongée axialement ;
- vertèbres caudales moyennes amphicoïdes, avec un arc neural attaché crânialement ;
- une projection dorsale de la lame spinoprézygapophysaire au milieu des caudales ;
- un ilium avec une lame élargie craniolatéralement.

## Biogéographie
Les sauropodes de l'Albien sont très mal connus en Europe. Des découvertes partielles et isolées ont été rapportées en Angleterre (Cambridgeshire) et en France. Elles indiquent que le titanosaures européens de cet âge vivaient avec d'autres groupes de sauropodes.

## Classification
Normanniasaurus est généralement classé comme un titanosaure basal. Il partage plusieurs caractères primitifs avec des titanosaures basaux un peu plus récents comme Epachthosaurus et Andesaurus.